# بنجامین بلوت
بنجامین بلوت (انگلیسی: Benjamin Bellot؛ زادهٔ ۳۰ ژوئیهٔ ۱۹۹۰) بازیکن فوتبال اهل آلمان است.
از باشگاه‌هایی که در آن بازی کرده‌است می‌توان به باشگاه فوتبال لایپزیگ و باشگاه فوتبال زاکسن لایپزیگ اشاره کرد.